# Trittico Raspa
Il trittico Raspa è un dipinto tempera su tavola (210x206 cm) di Gerolamo Giovenone, datato al 1516 e conservato nella chiesa parrocchiale di San Bartolomeo di Trino Vercellese. Fu eseguita per la chiesa domenicana di San Paolo in Vercelli su commissione del nobile giureconsulto Ludovico Raspa..

## Descrizione e stile
Il dipinto raffigura l'Immacolata Concezione, san Domenico con donatore, san Lorenzo con donatrice.
Il trittico ha un impianto semplice, all'antica,  che molto concede alla lunga coda tardo gotica della pittura piemontese del XVI secolo, con uno sfondo privo di paesaggio. Nel pannello centrale la Madonna, come figura dell'Immacolata Concezione, sta in una mandorla di raggi luminosi, mentre ascende in cielo circondata da rosse teste di serafini; nei pannelli laterali lo sfondo è risolto in una balaustra orizzontale su cui cala un drappo damascato, che dà risalto alle figure.
È stata osservata, per la Madonna col Bambino di questo trittico, la stretta somiglianza non solo con un'altra Madonna del latte di Giovenone ora nella collezione Johnson a Filadelfia, ma anche con quella di alcune tavole di Defendente Ferrari (ad esempio nel trittico della Sacra di San Michele). Tutte sembrano derivare dalla comune frequentazione della bottega di Martino Spanzotti e, più precisamente, dalla conoscenza del modello del Polittico dei Calzolai nel Duomo di Torino.
Il pannello di sinistra raffigura il committente, Ludovico Raspa, presentato alla Vergine da San Domenico. Il Santo, come d'uso nella tradizione iconografica, ha in mano il giglio, simbolo di integrità e moralità, e porge al committente un libro di preghiere; quest'ultimo, in ginocchio su un pavimento a tarsie marmoree, è vestito in modo elegante, con un lungo mantello di color ocra dal prezioso collo di pelliccia e tiene in mano il berretto di velluto rosso dei giureconsulti.
Nel pannello di destra, troviamo la moglie del committente presentata alla Vergine da San Lorenzo che ha in mano la palma del martirio ed indossa una dalmatica ricca di preziosi ricami. La dama – che appare assai più giovane del marito – indossa un abito scuro con guarnizioni candide; una cuffia, sottile e ricamata, trattiene i capelli biondi, lasciando scoperta la fronte in modo da esaltarne il portamento e l'elegante profilo.
Pur se le figure dei committenti sono ancora ritratte rigorosamente di profilo, secondo l'abitudine del secolo precedente, Giovenone si mostra, nell'eleganza del tratto e nella cura con cui dipinge i particolari, valente ritrattista, in grado di soddisfare, a soli 25 anni, le richieste di una clientela esigente e raffinata.